# 栗山善昭
栗山 善昭（くりやま よしあき）は、日本の土木工学者。港湾空港技術研究所長や、海上・港湾・航空技術研究所理事長を務めた。

## 人物・経歴
1983年東京工業大学（のちの東京科学大学）工学部土木工学科卒業、運輸省入省、港湾技術研究所水工部漂砂研究室。1998年運輸省港湾技術研究所海洋環境部漂砂研究室長。2001年博士（工学）（東京工業大学）。2003年技術士 (建設部門) 。2010年港湾空港技術研究所海洋・水工部長。2015年港湾空港技術研究所研究主監。2016年海上・港湾・航空技術研究所理事、港湾空港技術研究所長、国際航路協会日本部会副会長 。2020年海上・港湾・航空技術研究所理事長。2021年日本沿岸域学会副会長。2023年沿岸技術研究センター特別研究監、PIANCアジアセミナー2023実行委員会委員長。

## 著書
- 『海浜変形 : 実態、予測、そして対策』技報堂出版 2006年

## 受賞
- 2002年土木学会論文賞[5]
- 2003年文部科学大臣賞（研究功績者）[5]
- 2008年土木学会国際活動奨励賞[5]
- 2008年日本港湾協会論文賞[5]
- 2012年土木学会論文賞[5]
- 2015年海岸工学論文賞[5]